# Onderscheidingsvlag Marine Reserve
De onderscheidingsvlag van de Koninklijke Marine Reserve is op onbekende datum omstreeks 1894 vastgesteld als onderscheidingsvlag van een officier van de Koninklijke Marine Reserve. Deze vlag kan na schriftelijke toestemming van de minister van Defensie aan boord van schepen worden gevoerd in plaats van de natievlag (dus op de achtersteven). Voor het voeren van deze vlag geldt een wettelijke bepaling die in een ministerieel besluit is vastgelegd. De tekst van de meest recente versie daarvan (uit 1991) luidt:
Een officier of een gewezen officier van de Koninklijke marine-reserve met de rang van luitenant ter zee der 2e klasse of een hogere rang die is aangesteld als gezagvoerder van een Nederlands koopvaardijschip mag, mits hem daartoe op verzoek door de Minister van Defensie vergunning is verleend, op dat schip als natievlag voeren de vlag der Koninklijke marine-reserve. Een vergunning wordt in beginsel slechts verleend indien het desbetreffende schip een bruto inhoud heeft van ten minste 500 registertonnen. De vergunning geldt tevens ten aanzien van andere schepen waarover de betrokken officier als gezagvoerder wordt aangesteld en die toebehoren aan dezelfde rederij, waartoe het schip, waarvoor de vergunning was verleend, behoorde.

## Beschrijving
De vlag wordt als volgt beschreven:
De vlag der Koninklijke marine-reserve is de Nederlandse vlag, waarvan het midden van de witte baan half-cirkelvormig is verbreed tot halverwege de rode en de blauwe baan, op welke verbreding met zwart garen is geborduurd een onklaar anker, gedekt door een kroon.
De vlag komt in dezelfde vorm reeds voor in een door het ministerie van Defensie uitgegeven vlaggenboek uit 1933.

## Onderscheidingsvlaggen in andere landen
Ook andere landen kennen een dergelijk gebruik van een vlag. Een voorbeeld daarvan is het Verenigd Koninkrijk, waar het blauwe vaandel wordt gevoerd op schepen die onder het gezag van een (oud-)officier van de Royal Navy Reserve varen.